# Kalambay Otepa
Kalambay Otepa (12. listopadu 1948, Léopoldville – 12. listopadu 2024, Kinshasa) byl konžský fotbalový brankář. 

## Fotbalová kariéra
Byl členem reprezentace Zairu na Mistrovství světa ve fotbale 1974, ale v utkní nenastoupil. Na klubové úrovni hrál za TP Mazembe.